# Ernest Dowson
Ernest Dowson (anglès: Ernest Christopher Dowson)  (Lee, 2 d'agost de 1867 - Lewisham, 23 de febrer de 1900) va ser un escriptor i poeta anglès.
A causa de la seva salut precària va haver d'abandonar els estudis a Oxford i es va establir a Londres, on portà una vida bohèmia. La seva vida decadent és un tema identificatiu en les seves poesies i se'l sol enquadrar dins del moviment decadentista.

## Obres
- Non sum qualis eram, amb la qual es va donar a conèixer
- Verses (1896)
- A Comedy of Masks (1893), novel·la autobiogràfica
- The Pierrot of the Minute (1897), comèdia en vers